# Baia Sprie
Baia Sprie (in ungherese Felsőbánya, in tedesco Mittelstadt) è una città della Romania di 16 423 abitanti, ubicata nel distretto di Maramureș, nella regione storica della Transilvania. 
Fanno parte dell'area amministrativa anche le località di Chiuzbaia, Satu Nou de Sus e Tăuții de Sus.

## Storia
Baia Sprie viene citata per la prima volta, con il nome Civitas in medio monte, in un documento del 1329.
La città è sempre stata un importante centro minerario, con l'estrazione di oro e di argento che è documentata fin dal 1411, epoca in cui i Sassoni di Transilvania colonizzarono l'intera regione. La prima relazione su una ricerca scientifica sulle risorse minerarie di Baia Sprie venne pubblicata nel 1774. Attualmente, nel processo di ristrutturazione e ridimensionamento delle attività estrattive della Romania, l'attività mineraria della città è praticamente ferma.

## Il giacimento
Il giacimento di Baia Mare è un giacimento polimetallico costituito in linea di massima da due filoni determinati da intrusioni vulcaniche di piroclastiti in una struttura preesistente costituita da rocce sedimentarie del Terziario di origine marina, soggette in periodi successivi a fratturazioni e movimenti di tipo tettonico.

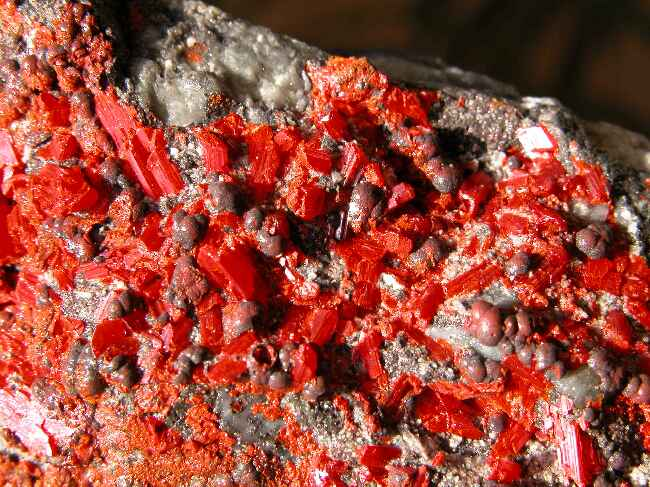
Cristalli di realgar di Baia Sprie

Il cosiddetto Filone principale ha direzione est-ovest, è lungo circa 2.200 m. con una larghezza media di circa 1.000 m. ed una potenza variabile tra 6 e 20 m., con ramificazioni di filoni secondari. Il cosiddetto Filone nuovo appare più regolare, ma non è stato ancora interamente studiato dal punto di vista dimensionale.

Entrambi i filoni sono mineralizzati prevalentemente ad oro e argento nella parte più superficiale, mentre approfondendosi la mineralizzazione diventa tipicamente polimetallica, con la presenza di piombo, zinco e rame.
I principali minerali presenti sono:
- Andorite IV
- Dietrichite
- Felsőbányaite
- Klebelsbergite
- Pirite
- Realgar
- Szmikite
- Semseyite